# Clin-Midy
Clin-Midy (également connue sous le nom de Clin-Midy Industries, ou encore C.M. Industries) est  une ancienne entreprise française spécialisée dans la fabrication et la distribution de produits pharmaceutiques et alimentaires. 
Créée en 1971, la branche pharmaceutique fait aujourd'hui partie du groupe Sanofi, et ses activités agroalimentaires sont opérées par diverses sociétés (Poulain appartient à Kraft Foods, Banania et Benco à Nutial).

## Historique
Clin-Midy est issue de la fusion de deux entreprises pharmaceutiques, Midy Frères, fondée en 1867 à Paris, et Clin-Byla, fondée originellement par la famille Comar, dont Léon Comar, en 1897.
En 1978, l'entreprise prend le contrôle de Poulain et de la SEGMA (Société d'exploitation des grandes marques alimentaires), qui possédait notamment la marque Maille. La diversification de Clin-Midy dans l'agroalimentaire a été débutée en 1967, soit quatre ans avant la fusion, par Midy, et sa prise de contrôle de Banania.
En 1980, la division pharmaceutique de C.M. Industries est fusionnée avec Sanofi, et la division alimentaire, renommée Midial, revient à la famille Midy.
La SEGMA sera revendue à la Générale Occidentale, et Banania à Bestfoods.